# Universitat de Nebraska–Lincoln

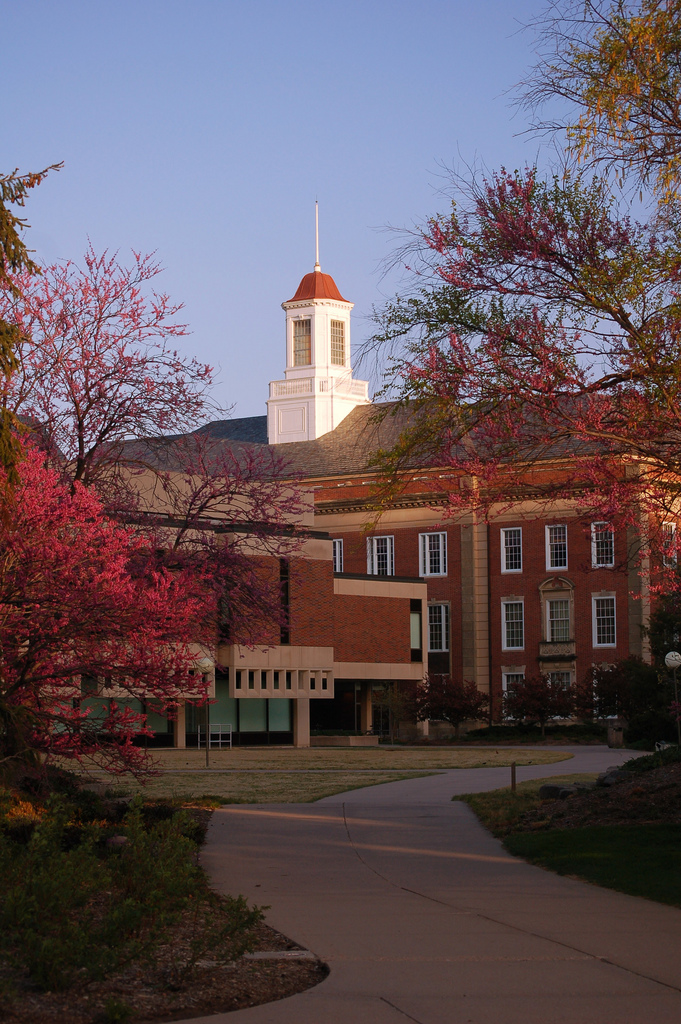
La Don L. Love Memorial Library és la biblioteca principal de la Universitat de Nebraska

La Universitat de Nebraska-Lincoln, University of Nebraska–Lincoln, sovint mencionada com Nebraska, UNL o NU, és una universitat pública i de recerca situada a Lincoln, Nebraska, Estats Units. És la universitat més antiga de l'estat de Nebraska i la principal de l'University of Nebraska system.
L'any 2011 tenia 24.593 estudiants
Va ser fundada l'any 1871 per la llei Morrill Act. Aquesta universitat està organitzada en 8 colleges, situats en dos campus a Lincoln amb 100 edificis lectius i instal·lacions de recerca
El seu programa d'atletisme s'anomena els Cornhuskers, és membre de la Big Ten Conference.

## Facultats i escoles
Aquesta universitat té nou facultats.
- College of Agricultural Sciences and Natural Resources
- College of Architecture
- College of Arts and Sciences
- College of Business Administration
- College of Education and Human Sciences
- College of Engineering
- Hixson-Lied College of Fine and Performing Arts
- College of Journalism and Mass Communications
- College of Law